# Hausierer

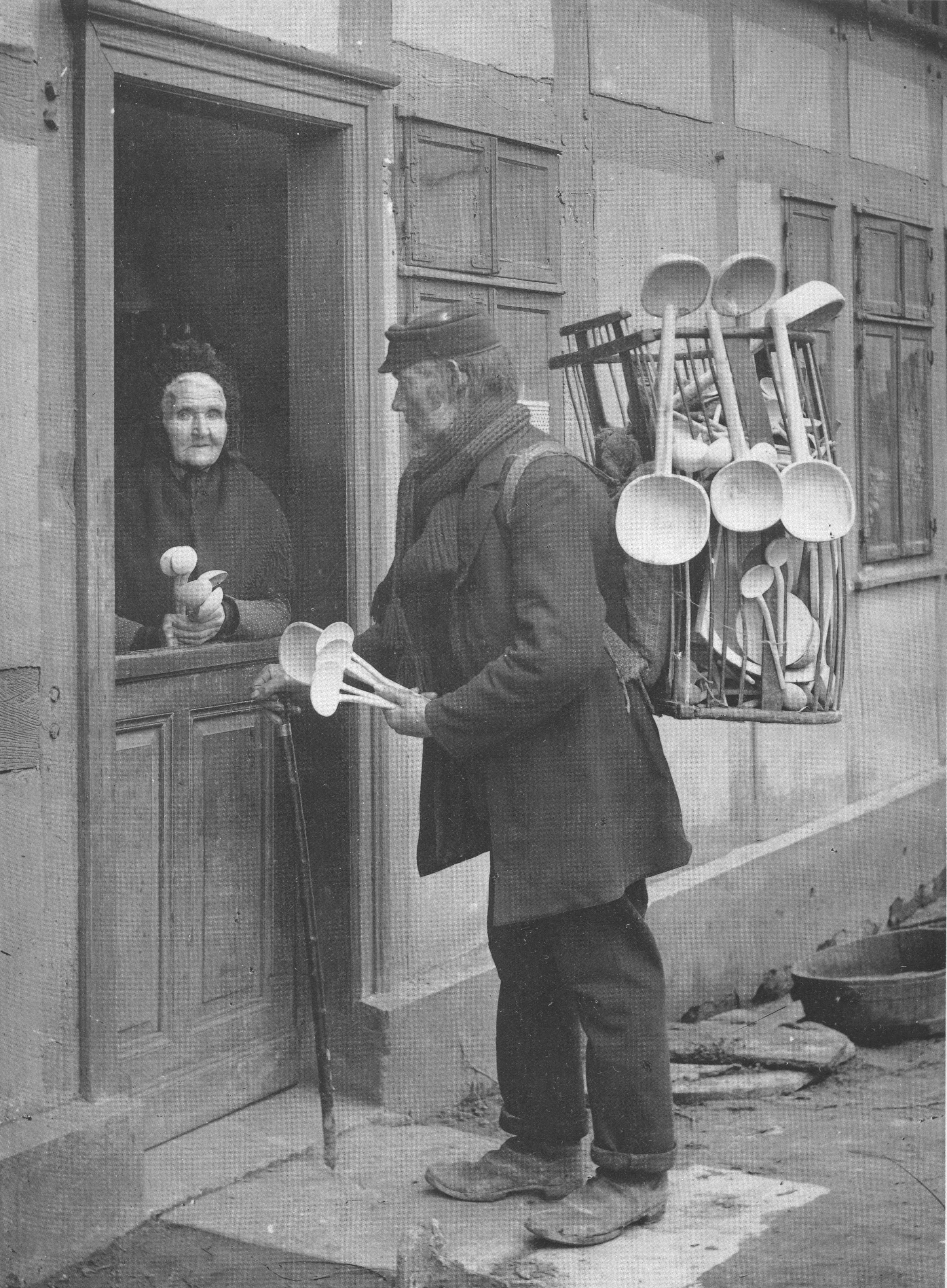
Holzwarenhändler in Rahden (1905)

Als Hausierer werden von Haus zu Haus gehende Händler bezeichnet. Sie bieten im Gegensatz zum Handelsvertreter oder Handelsreisenden, die im Auftrag eines Unternehmens unterwegs sind, ein eigenes Warensortiment auf eigene Rechnung an. In der heutigen Zeit gelten für Hausierer in Deutschland die Bestimmungen für ein Haustürgeschäft; und sie benötigen eine Reisegewerbekarte.

## Geschichte
Am 31. Oktober 1790 berichtete der Trochtelfinger Dekan Joh. Fid. Sev. Engelhart über die Hausierer: „Der Drittel dieser Gemeinden ohne Unterschied des Geschlechts, ledig und verheirateten Standes, wandern ins Ausland, kommen ein- oder zweimal im Jahr nachher nach Haus und nach einem Aufenthalt von einem Monat ungefähr reisen sie wieder fort.“

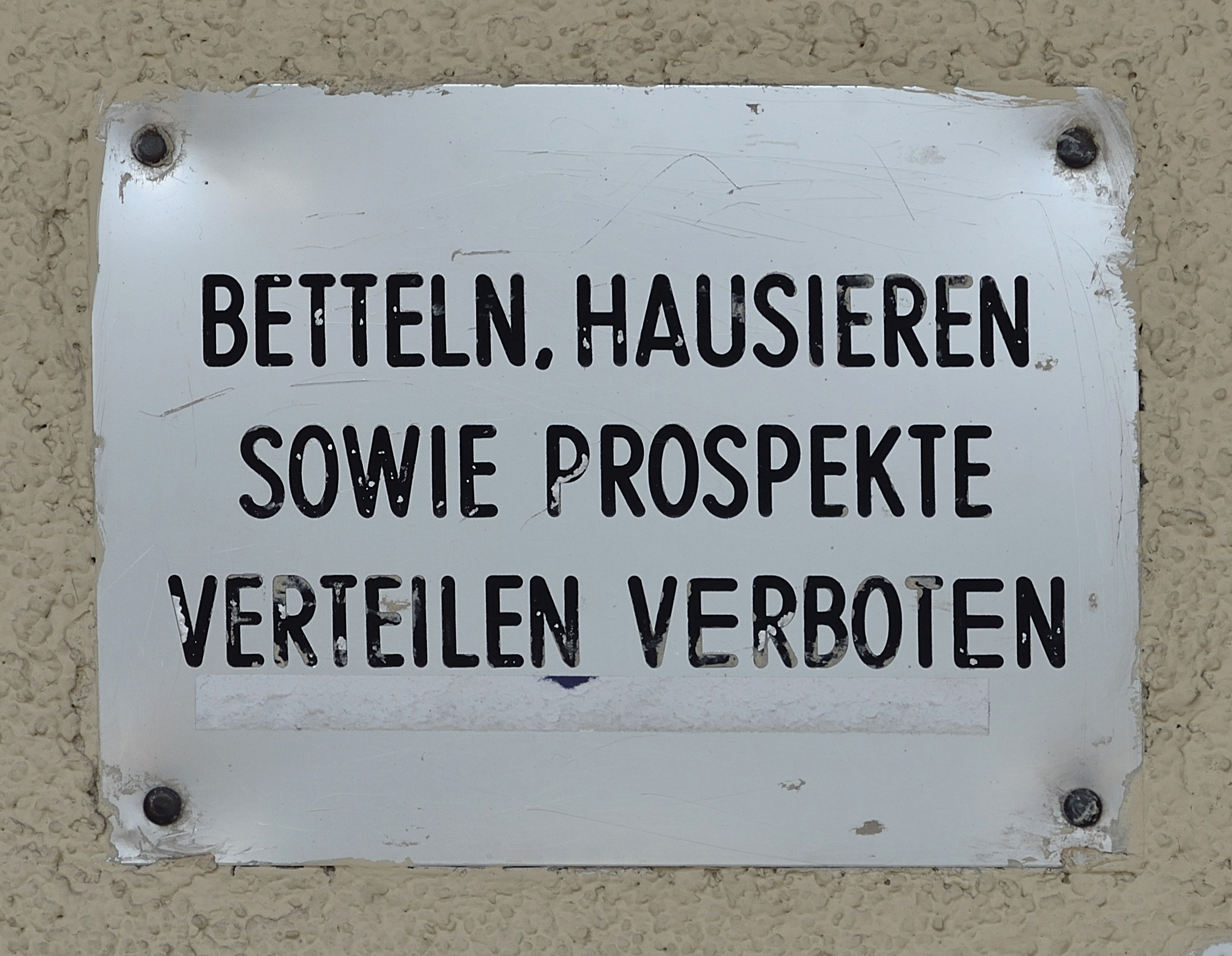
Verbotsschild in Wien

Früher galt die Bezeichnung Hausierer auch für Anbieter von Dienstleistungen, z. B. Kesselflicker und Scherenschleifer. Für spezialisierte Hausierer existierten eigene Bezeichnungen und einzelne Volksgruppen spezialisierten sich auf bestimmte Warensortimente:
- Bot ein Hausierer Schriften unterhaltsamen oder sensationellen Inhalts an, war er ein Kolporteur.
- Kurzwaren waren die bevorzugt angebotenen Artikel insbesondere jüdischer Hausierer. In Österreich wurden die Kurzwarenhändler Bandlkramer genannt.
- Strumpfwirker auf dem Heuberg vermarkteten ihre Waren über Hausierer. Sehr erfolgreich waren diese in den Streusiedlungsgebieten Oberschwabens, der Schweiz und im Schwarzwald. Um 1900 erzielten 700 Hausierer aus dem Killertal noch 300.000 Goldmark Umsatz. Von 1900 bis 1958 sank der Anteil der Hausierer im Killertal von 23,6 auf 2,5 Prozent der Einwohnerzahl. Ihre Sprache ist Pleißne.[2] Auch Frauen übten diese Tätigkeit aus.[3][4][5]
- Lumpensammler der Papiermühle in Laufen verkaufen nebenbei Waldsamen und Bäume.[6][7]
- Insbesondere in Nordwestdeutschland waren die sogenannten Kiepenkerle bekannt.
- Der Hausierhandel wurde früher auch Schacherhandel genannt (Erstbelegung 1813[8]). Juden, die dieser Tätigkeit nachgingen, bezeichnete man als Schacherjuden.[9]

Daneben gab es bestimmte Produkte, bei denen die Hersteller bereits von vornherein mit den Hausierern zusammenarbeiteten oder auch selbst als Hausierer auszogen, etwa Drahtwaren und Mausefallen aus Neroth und Hartheim. In Hartheim gefertigte Mausefallen wurden sogar in Paris verkauft.
Während der Ausübung seiner Tätigkeit transportierte der Hausierer oder der Kolporteur seine Ware aus eigener Kraft mit dem Schubkarren oder Handwagen, in einem Rückentragekorb oder einem übergeworfenen Quersack oder er bot sie in einem Bauchladen an. Als sozialer Aufstieg galten ein Hundegespann, Fahrrad, Pferdefuhrwerk und in der Zeit zunehmender Technisierung ein Automobil.
Hausierer gehörten oft ethnischen Minderheiten an wie Sinti, Roma, Juden oder Jenische. Sie waren fester Bestandteil insbesondere der ländlichen Sozialstruktur, man richtete sich auf ihr durchaus erwünschtes, oft herbeigesehntes Kommen ein. Ihr Warenangebot umfasste nämlich meist Artikel, die in ländlichen Gegenden nicht erhältlich waren und auch nicht selbst hergestellt werden konnten. Eine ihrer wichtigsten Nebenfunktionen war, dass sie Nachrichten und Informationen aus dem weiteren Umfeld überbrachten. Der Hausierer ist deshalb eine wichtige Figur in der Dramaturgie – z. B. Jacquier (Michel Simon) in Es geschah am hellichten Tag oder Jéricho (Pierre Renoir) in Kinder des Olymp.
Andererseits wurden insbesondere zu Minderheiten gehörige Hausierer auch mit Misstrauen betrachtet, man unterstellte ihnen Diebstähle oder ein Auskundschaften für Diebe; auch Betrügereien mit minderwertiger oder überteuerter Ware wurden immer wieder kolportiert, nicht zuletzt weil der Hausierer nach dem Verkauf weiterzog und daher, anders als ein ortsansässiger Händler, nicht für Reklamationen erreichbar war. Im 20. Jahrhundert wurden verschiedene Vorschriften erlassen, die den Hausierhandel reglementierten. Neben der Pflicht zum Mitführen einer Reisegewerbekarte ist etwa auch der Hausierhandel mit Schmuckwaren nur bis zu einem Verkaufspreis von 40 Euro gestattet.
Die unterschiedlichen Gewerbe der fliegenden Händler wurden im 18. und 19. Jahrhundert in druckgraphischen Folgen unter dem Begriff „Kaufrufe“ dargestellt.
In der Gegenwart ist die Bedeutung des klassischen Hausierhandels in Deutschland nur noch gering, da mittlerweile eine breite Versorgung durch den Einzelhandel gewährleistet ist und zudem der Versandhandel alle möglichen Waren auch in abgelegene Gebiete liefert. Auch die veränderte Lebenssituation, bei der in vielen Haushalten alle Bewohner tagsüber abwesend sind (während früher die klassische Hausfrau stets anzutreffen war und daher als Kundin in Frage kam) dürfte hier eine Rolle spielen. Neben dem Zollernalbkreis gab es auch in Hohenlohe in Württemberg Orte mit verstärkter Tätigkeit im ambulanten Gewerbe, hier im örtlichen Dialekt Karreleut genannt. In den Händlerdörfern Matzenbach  und Unterdeutstetten in Hohenlohe waren Schausteller, Hausierer und Kaufleute auch in den 1990er Jahren auf der Reis’. Hausierer beschäftigten auf Märkten auch Gehilfen. Zum Beispiel ist dies von Pfarrer Heinrich Hansjakob bekannt, der bei einem Junginger Hausierer als Hilfskraft auf Märkten gearbeitet hat.

## Ähnliche Gewerbe
Hausierer, die nicht auf eigene Rechnung, sondern in organisierter Form arbeiten, werden in Deutschland als Drücker bezeichnet. Hierbei werden von reisenden Kolonnen oft Zeitschriftenabonnements, Mitgliedschaften in einem Verein oder angeblich von Behinderten hergestellte Waren im Auftrag eines Unternehmens in aufdringlicher Weise verkauft, indem an das Mitleid der Käufer appelliert wird. Gelegentlich wird etwa eine ehemalige Inhaftierung des Drückers als Grund dafür angegeben, dass dieser keine geregelte Arbeit fände. Handelt es sich bei solchen Angaben um eine Täuschung und trägt diese maßgeblich zum Vertragsabschluss bei, handelt es sich um ein Betrugsdelikt.
Es gibt auch seriöse Firmen, die ihre Produkte teils ausschließlich durch Vertreter (oft Berater genannt) direkt an den Kunden verkaufen und unter Umständen nicht im Einzelhandel vertreten sind, beispielsweise Vorwerk (Staubsauger) oder AMC (Kochtöpfe). Mittlerweile verkauft und berät Vorwerk auch in eigenen Ladengeschäften. Als Vorteil für den Kunden werden dabei die Umgehung des Einzelhandels (Einsparung der Gewinnspanne) sowie die Vorführung neuer Produkte in der eigenen Wohnung mit Möglichkeit zum Testen angeführt; als Nachteil empfinden Kunden die Tatsache, dass sie den Vertreter in ihre Wohnung lassen müssen, sich durch ihn unter Umständen unter Druck gesetzt fühlen oder bei Problemen mit der gekauften Ware nicht ohne weiteres Kontakt zu einem Ansprechpartner aufnehmen können. Bei seriösen Reisegewerbetreibenden werden auf der Rechnung auch Anschrift und Kontaktmöglichkeiten genannt.
Bestimmte Produkte werden typischerweise in Form einer informellen Veranstaltung im eigenen Haushalt präsentiert. Die Waren werden etwa im Rahmen einer Party präsentiert, zu der ein Gastgeber interessierte Freunde und Bekannte einlädt, denen dann vom Berater die entsprechenden Produkte vorgestellt werden. Dies ist zum Beispiel bei Geschirr (z. B. Tupperware) oder Kosmetik (z. B. Avon, Just) verbreitet.
Die allgemeine Bezeichnung für ambulante Kleinhändler, die ihre Waren im öffentlichen oder privaten Raum anbieten, ist Fliegender Händler.
Besitzt der Händler keinen Stand, Handwagen oder ein sonstiges Verkaufsfahrzeug, wird die Ware am eigenen Körper, in einer Tasche oder mithilfe spezieller Verkaufseinrichtungen wie an den Schultern hängender Gestelle getragen und präsentiert.
Im ländlichen Raum ist es üblich, dass Waren in Verkaufsfahrzeugen von Ort zu Ort gefahren werden und dort zu feststehenden Zeiten angeboten werden, insbesondere Eier, Fleisch, Backwaren und sonstige Lebensmittel. Anders als bei Hausierern werden einzelne Häuser nicht gezielt angesteuert.